# Притчі Ісуса Христа

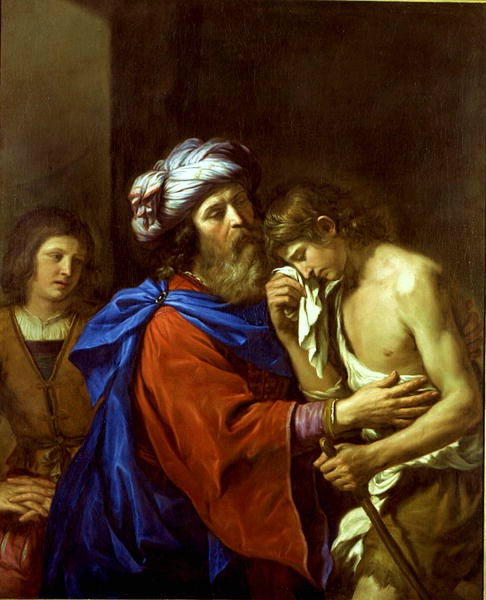
Притча про блудного сина (Гверчіно 1651)

Притчі Ісуса Христа або Ісусові притчі — викладені в Євангеліях повчальні історії, розказані Ісусом Христом. Більшість притч міститься в синоптичних Євангеліях (Матвія, Марка і Луки), тоді як в Євангеліє від Івана увійшла лише одна — про доброго пастиря (Ів. 10:1-16), але використовується багато аналогій.

## Природа притч
Причина, через яку Ісус вибрав алегоричну форму для своїх притч зазначена, зокрема, в Євангеліє від Матвія:
І учні Його приступили й сказали до Нього: «Чому́ при́тчами Ти промовляєш до них?» А Він відповів і промовив: «Тому́, що вам да́но пізнати таємни́ці Царства Небесного, — їм же не да́но. Бо хто має, то дасться йому́ та дода́сться, хто ж не має, — забереться від нього й те, що́ він має. Я тому́ говорю́ до них при́тчами, що вони, ди́влячися, не бачать, і слухаючи, не чують, і не розуміють. (Мт. 13:10-13)
Іван Золотоустий вважав, що Ісус використовував притчі «щоб зробити слова Свої більш виразними, вдягнути істину в живий образ, глибше сфотографувати її в пам'яті і як би уявити очам.»  
Феофілакт Болгарський пояснював використання Ісусом алегоричної форми тим, щоб лише «що шукають» здатні були зрозуміти суть вимовного, від інших вона навмисне була прихована, «щоб знання належного не послужило до більшого їх осуду, коли вони не виконують цього належного»  .

## Сюжети
Притчі Ісуса Христа відрізняються простотою у підборі сюжетів, бачачи засіяне поле, він розповідає притчу про сіяча, знаючи, що його учні здебільшого рибалки, він розповідає їм притчу про риболовлю. Таким чином, сюжети притч запозичені з навколишньої дійсності, зрозумілої слухачам. 

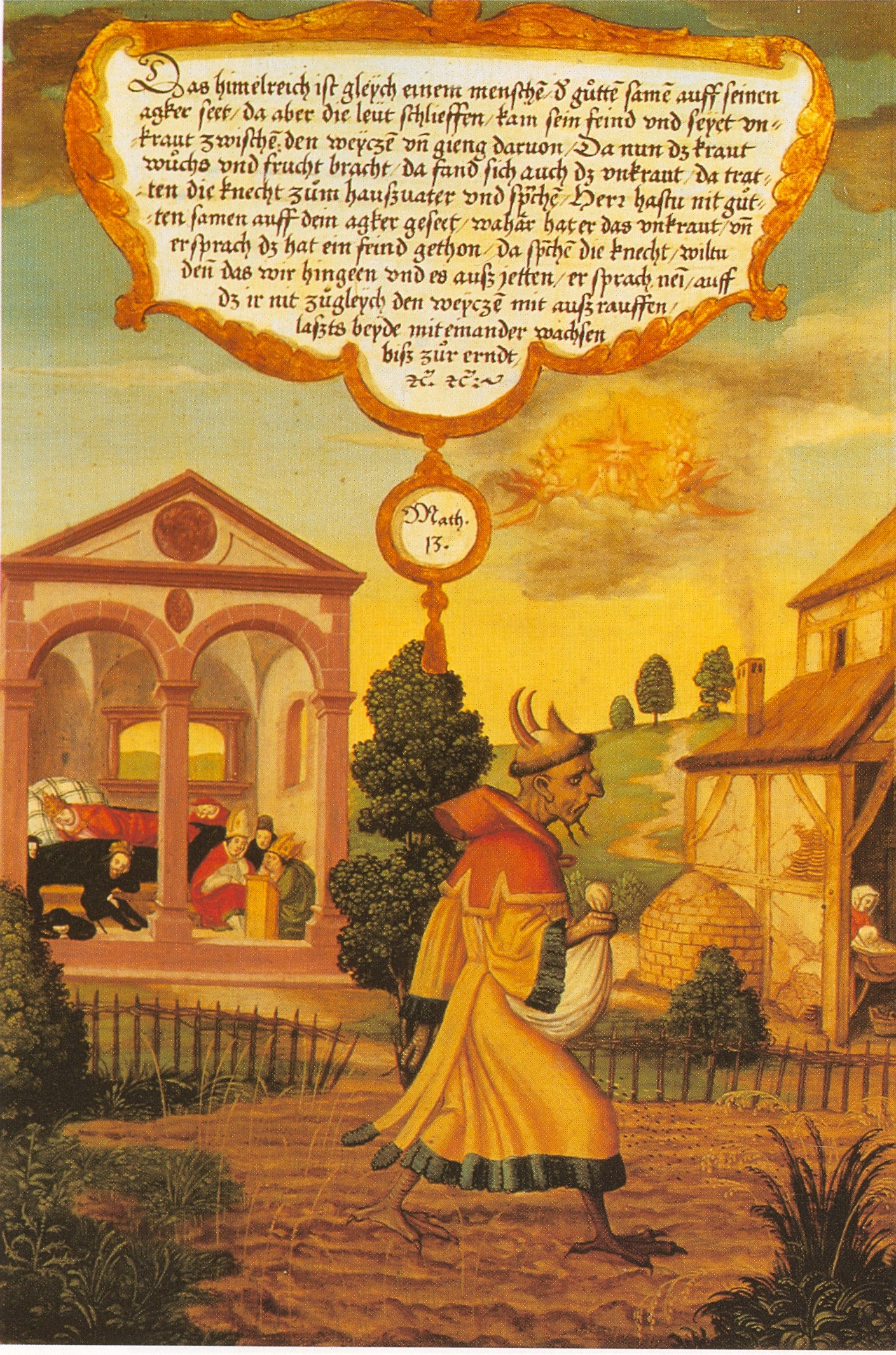
Ворог що сіє кукіль

## Перелік притч
Кількість притч Ісуса Христа важко підрахувати, оскільки іноді до них відносять і короткі висловлювання у формі метафор (висловів-біблеїзмів) типу «Ви — сіль землі» (Мт 5:13), «Ви — Світло для Світу» (Мт 5:14) тощо. Тих же, що являють собою закінчені новели, налічують від тридцяти до сорока. Більша частина їх міститься в трьох синоптичних Євангеліях. У Євангелії від Івана притчі Христа носять здебільшого характер розгорнутих метафор.
| №  | Назва притчі                                                                     | Матвія             | Марка           | Луки            |
| 1  | Про лампу під посудиною (Про лампу під чашею)                                    | Мт 5:14–15         | Мк 4:21–25      | Лк 8:16–18      |
| 2  | Дерево і плід                                                                    |                    |                 | Лк 6:43-45      |
| 3  | Про мудрих та нерозумних будівельників (Про дім на скелі)                        | Мт 7:24–27         |                 | Лк 6:46–49      |
| 4  | Молоде вино в старі бурдюки                                                      | Мт 9:16–17         | Мк 2:21–22      | Лк 5:37–39      |
| 5  | Про двох боржників                                                               |                    |                 | Лк 7:41–43      |
| 6  | Химерні діти                                                                     | Мт 11:16–19        |                 |                 |
| 7  | Про доброго самарянина                                                           |                    |                 | Лк 10:30-37     |
| 8  | Про друга вночі (опівночі)                                                       |                    |                 | Лк 11:5-13      |
| 9  | Притча про сильного (про грабіжника / про могутнього чоловіка)                   | Мт 12:29           | Мк 3:27         | Лк 11:21–22     |
| 10 | Про сіяча (про землю)                                                            | Мт 13:3–8, 18–23   | Мк 4:3–8, 14–20 | Лк 8:5–8, 11–15 |
| 11 | Про нерозумного багача                                                           |                    |                 | Лк 12:16–21     |
| 12 | Життя                                                                            |                    |                 | Лк 12:22-31     |
| 13 | Про зростаюче насіння (насіння, що росте таємно)                                 |                    | Мк 4:26–29      |                 |
| 14 | Про пшеницю і кукіль                                                             | Мт 13:24–30, 36–43 |                 |                 |
| 15 | Притча про неплідну смоковницю                                                   |                    |                 | Лк 13:6-9       |
| 16 | Про зерно гірчичне                                                               | Мт 13:31–32        | Мк 4:30–32      | Лк 13:18–19     |
| 17 | Про закваску                                                                     | Мт 13:33           |                 | Лк 13:20–21     |
| 18 | Про тісні ворота                                                                 |                    |                 | Лк 13:23–27     |
| 19 | Про прихований скарб                                                             | Мт 13:44           |                 |                 |
| 20 | Про перлину                                                                      | Мт 13:45–46        |                 |                 |
| 21 | Про невід в морі                                                                 | Мт 13:47–50        |                 |                 |
| 22 | Про загублену вівцю                                                              | Мт 18:10–14        |                 | Лк 15:4–6       |
| 23 | Притча про загублену драхму                                                      |                    |                 | Лк 15:8–9       |
| 24 | Про блудного сина                                                                |                    |                 | Лк 15:11–32     |
| 25 | Про невірного управителя                                                         |                    |                 | Лк 16:1–13      |
| 26 | Про багача і Лазаря                                                              |                    |                 | Лк 16:19–31     |
| 27 | Про слугу що прийшов з поля                                                      |                    |                 | Лк 17:7–10      |
| 28 | Про неправедного суддю (настирлива вдова)                                        |                    |                 | Лк 18:1–8       |
| 29 | Про фарисея та митаря                                                            |                    |                 | Лк 18:9–14      |
| 30 | Про царя і великодавця                                                           | Мт 18:23–35        |                 | Лк 17:3–4       |
| 31 | Про робітників у винограднику                                                    | Мт 20:1–16         |                 |                 |
| 32 | Про двох синів                                                                   | Мт 21:28–32        |                 |                 |
| 33 | Злі виноградарі                                                                  | Мт 21:33–41        | Мк 12:1–9       | Лк 20:9–16      |
| 34 | Про великий бенкет                                                               | Мт 22:1–14         |                 | Лк 14:15–24     |
| 35 | Про квітучу смокву (про фігове дерево)                                           | Мт 24:32–35        | Мк 13:28–31     | Лк 21:29–33     |
| 36 | Про вірного слугу                                                                | Мт 24:42–51        | Мк 13:34–37     | Лк 12:35–48     |
| 37 | Про десять дів (про мудрих і нерозумних дів)                                     | Мт 25:1–13         |                 |                 |
| 38 | Про таланти                                                                      | Мт 25:14–30        |                 | Лк 19:12–27     |
| 39 | Про овець та кіз                                                                 | Мт 25:31–46        |                 |                 |
| 40 | Про сучок і балку (про скалку в оці)                                             | Мт 7:3-5           |                 |                 |
| 41 | Підрахунок вартості (Ціна учнівства, або Залишити все, щоб слідувати за Христом) |                    |                 | Лк 14:25–33     |
| 42 | Про книжника                                                                     | Мт 13:51–53        |                 |                 |

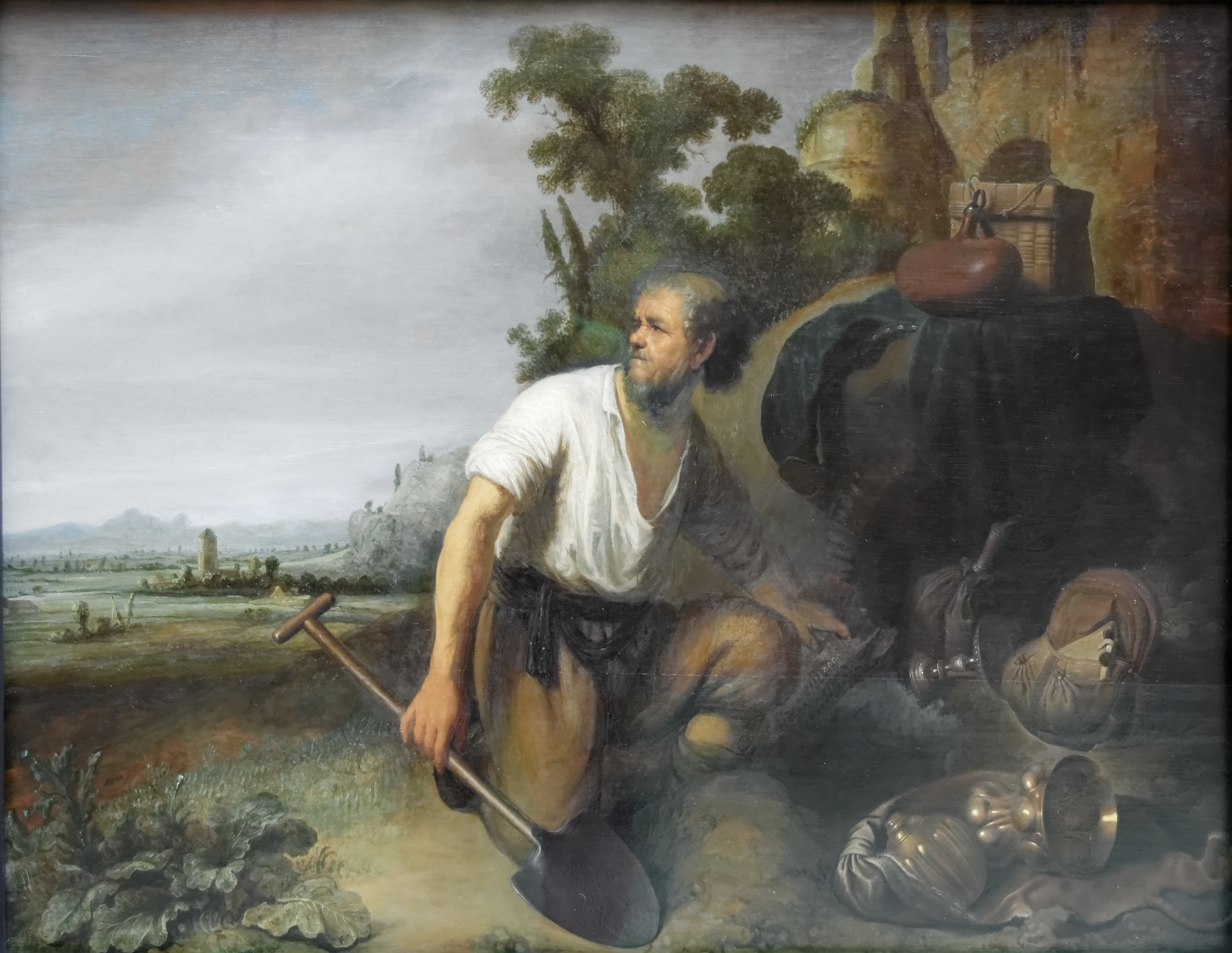
(Рембрандт 1630)

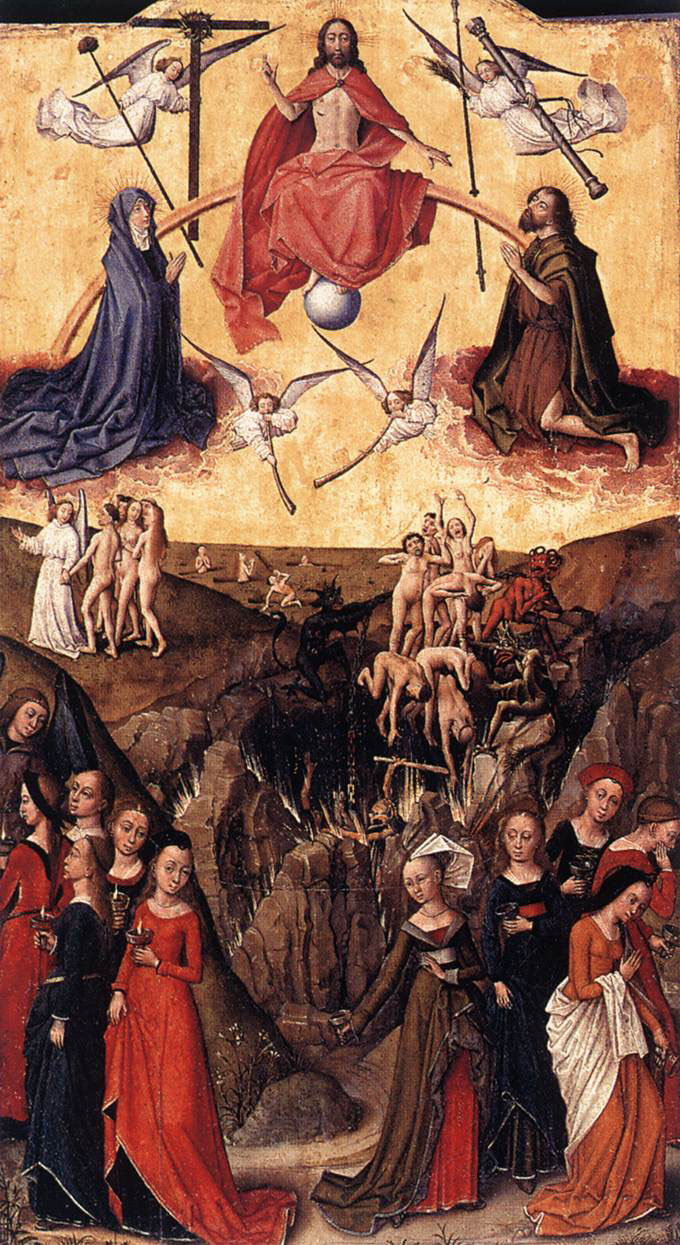
Десять дів та Страшний суд (невід. фламандський худ., 1450-ті роки)

У Євангеліях зустрічаються також короткі вислови Ісуса, викладені мовою притч (біблеїзми-алегорії):
- про нареченого та синів шлюбу (Мт 9:15)
- про двох сліпих (Лк 6:39-40); Ісус сказав подібне висловлювання також щодо книжників і фарисеїв (Мт 15:14)
- про вівцю, що впала в яму (Мт 12:11-12)
- про дітей на вулиці (Лк 7:32)
- про царство, що розділилося, і будинок (Мт 12:25)
- про справжню (істинну) виноградну лозу (Ів. 15:1–17)
- про малих птахів (Мт 10:29-32[2]) та траву польову (Мт 6:28-30[3]).

## Дивись також
Заповіді Ісуса Христа
Чудеса Ісуса Христа
Прощальна промова Ісуса
Біблеїзми
Life and teachings of Jesus Christ